# Nizza Monferrato
Nizza Monferrato – miejscowość i gmina we Włoszech, w regionie Piemont, w prowincji Asti.
Według danych na styczeń 2009 gminę zamieszkiwało 10 388 osób przy gęstości zaludnienia 341,6 os./1 km².